# Qashqai (taal)
Qashqai (قاشقای ديلى) is een Turkse taal, verwant aan het Azerbeidzjaans en in mindere mate aan het Turks. De taal wordt gesproken door een nomadenvolk, genaamd  Qashqai, dat leeft in het Zagrosgebergte in het mid-westen van Iran. De taal telt ongeveer 1 miljoen sprekers.

## Schrijfsysteem
Het Qashqai wordt in het Arabische alfabet geschreven.